# Antonius Matzke
Antonius Josef Michael Matzke ist ein österreichischer Molekularbiologe.
Matzke studierte ab 1972 Biochemie an der Universität Wien mit dem Diplom 1977 und der Promotion bei Ernst Küchler 1979. Als Post-Doktorand war er bei Mary-Dell Chilton an der Washington University in St. Louis. Matzke forschte am Institut für Molekularbiologie der Österreichischen Akademie der Wissenschaften in Salzburg und später am Gregor-Mendel-Institut für molekulare Pflanzenbiologie in Wien. Dabei arbeitete er auch mit seiner Ehefrau Marjori Matzke zusammen. Er forscht und lehrt an der Academia Sinica in Taipeh.
Er befasst sich mit Epigenetik, insbesondere anhand Studien an Pflanzen (Arabidopsis thaliana). 2004 entdeckten Antonius und Marjorie Matzke den Chromatin-modellierenden Faktor (DRD1), ein Protein dass durch Öffnung der DNA-Doppelstränge Gen-Silencing (RNA-Interferenz) ermöglicht.
1997 erhielt er mit Marjori Matzke den Wittgenstein-Preis.

## Schriften (Auswahl)
- mit M. Matzke, J. M. Kooter: RNA: guiding gene silencing, Science, Band 293, 2001, S. 1080–1083
- mit W. Aufsatz, M. Matzke u. a.: RNA-directed DNA methylation in Arabidopsis, Proc. Nat. Acad. Sci. USA, Band 99, 2002, S. 16499–16506
- mit M. Matzke: RNAi Extends Its Reach, Science, Band 301, 2003, S. 1060
- mit T.Kanno, L. Daxinger, B. Huettel, M. Matzke: RNA-mediated chromatin-based silencing in plants, Current Opinion in Cell Biology, Band 21, 2009, S. 367–376
- mit T. Kanno, M. Matzke: RNA-Directed DNA Methylation: The Evolution of a Complex Epigenetic Pathway in Flowering Plants, Ann. Rev. Plant Biol., Band 66, 2015, S. 243–267